# Tabay
Tabay é uma cidade venezuelana, capital do município de Santos Marquina.